# مسقاء القرية (الصومعة)

تعديل مصدري - تعديل

مسقاء القرية هي إحدى قرى عزلة الصومعة بمديرية الصومعة التابعة لمحافظة البيضاء، بلغ تعداد سكانها 530 نسمة حسب تعداد اليمن لعام 2004.